# Rejon oktiabrski (Białoruś)
Rejon oktiabrski (biał. Акцябрскі раён) – rejon w południowo-wschodniej Białorusi, w obwodzie homelskim. Leży na terenie dawnego powiatu bobrujskiego (wcześniej mozyrskiego).

## Demografia
Liczba ludności rejonu wynosi 17 200 osób (16. miejsce w obwodzie), w tym w warunkach miejskich mieszka 7 800 osób (wszystkie w centrum administracyjnym rejonu). Na terenie rejonu znajduje się 75 miejscowości, z których największą jest osiedle typu miejskiego Oktiabrski.
Wg spisu powszechnego z 1999 rejon zamieszkują: Białorusini – 93,8%, Rosjanie – 3,8%, Ukraińcy – 1,3%, Polacy – 0,2%, Romowie – 0,2%, Łotysze – 0,1%, Mołdawianie – 0,1%, Niemcy – 0,06%, Ormianie – 0,05%, Baszkirzy – 0,04%, Azerowie – 0,04%.
W ciągu ostatnich 30 lat liczba ludności rejonu stale się zmniejsza. Dane z wybranych lat:
- 1991 – 20 600
- 2000 – 20 200
- 2006 – 17 500
- 2009 – 17 200

## Podział administracyjny
W skład rejonu wchodzą osiedle typu miejskiego Oktiabrski oraz 8 następujących sielsowietów:
- Krasnaja Słabada
- Laskowicze
- Lubań
- Łomowicze
- Oktiabrski
- Pareczcza
- Pratasy
- Wałosawiczy